# Episodi di Mira - Detective reale (prima stagione)
La prima stagione della serie televisiva Mira - Detective reale , composta da 25 episodi, è stata trasmessa negli USA il 20 marzo 2020 su Disney Junior. In Italia, la serie è trasmessa dal 2 aprile 2021 su Disney+ e dal 19 maggio dello stesso anno su Rai Yoyo.
| nº | Titolo inglese                                                          | Titolo italiano                                                         | Prima TV USA      | Pubblicazione Italia |
| -- | ----------------------------------------------------------------------- | ----------------------------------------------------------------------- | ----------------- | -------------------- |
| 1  | The Case of the Royal Scarf The Case of the Missing Bicycle             | Il caso della sciarpa reale Il caso della bicicletta scomparsa          | 20 marzo 2020     | 2 aprile 2021        |
| 2  | Mystery at the Puppet Show The Mystery of the New Kid                   | Mistero al teatro dei burattini Il mistero del bambino nuovo            | 20 marzo 2020     | 2 aprile 2021        |
| 3  | The Case of the Dance Off Disaster Mystery at the Camel Fair            | Il caso della sfida di ballo disastrosa Mistero alla fiera dei cammelli | 27 marzo 2020     | 2 aprile 2021        |
| 4  | The Undercover Princess Mystery Mystery at the Fashion Show             | Il mistero della principessa in incognito Mistero della sfilata di moda | 3 aprile 2020     | 2 aprile 2021        |
| 5  | The Case of the Wrecked Recital The Case of the Vanishing Vessels       | Il caso del concerto rovinato Il caso delle barchette scomparse         | 10 aprile 2020    | 2 aprile 2021        |
| 6  | The Mongoose Cousin Mystery The Marble Egg Mystery                      | Il mistero delle cugine Manguste Il mistero dell'uovo di marmo          | 17 aprile 2020    | 2 aprile 2021        |
| 7  | The Case of the Secret Gift-Giver Mystery at the Cooking Contest        | Il caso del benefattore segreto Mistero alla gara di cucina             | 24 aprile 2020    | 2 aprile 2021        |
| 8  | The Mysterious Polo Player The Case of the Secret Treasure              | Il giocatore di polo misterioso Il caso del tesoro segreto              | 1º maggio 2020    | 2 aprile 2021        |
| 9  | The Case of the Chiseling Chiselers A Patchwork Mystery                 | Il caso dei cesellatori cesellati Il mistero della coperta              | 8 maggio 2020     | 2 aprile 2021        |
| 10 | Mystery at the Marketplace Mystery in the Sand Dunes                    | Mistero al mercato Mistero sulle dune sabbiose                          | 15 maggio 2020    | 2 aprile 2021        |
| 11 | Mikku and Chikku: Doll Detectives The Case of the Moving Day Meddler    | Mikku e Chikku, detective di bambole Il caso del trasloco               | 12 giugno 2020    | 2 aprile 2021        |
| 12 | The Topsy Turvy Tiffin Mystery Mystery at the Invention Fair            | Il mistero del Taffin scambiato Mistero alla fiera delle invenzioni     | 26 giugno 2020    | 2 aprile 2021        |
| 13 | The Case of One Angry Chicken A Tiny Tune Mystery                       | Il caso del pollo arrabbiato Il mistero del motivetto                   | 17 luglio 2020    | 2 aprile 2021        |
| 14 | The Rakhi Mystery Mystery Below the Palace                              | Il mistero del Rakhi Il mistero sotto al palazzo                        | 30 luglio 2020    | 2 aprile 2021        |
| 15 | The Mystery of the Secret Room The Mystery of the Magnificent Musicians | Il mistero della stanza segreta Il mistero dei musicisti magnifici      | 28 agosto 2020    | 2 aprile 2021        |
| 16 | A Mystery Fit for a Queen The Case of Pinky and the Goat                | Un mistero su misura per una regina Il caso di Pinky e la capra         | 25 settembre 2020 | 2 aprile 2021        |
| 17 | A Seedy Mystery Mystery at the Jalpur Games                             | Un sordido mistero Mistero ai Giochi di Jalpur                          | 9 ottobre 2020    | 2 aprile 2021        |
| 18 | Mystery at the Gymnastics Show The Case of the Curious Confetti         | Mistero allo spettacolo di ginnastica Il caso dei coriandoli insoliti   | 23 ottobre 2020   | 2 aprile 2021        |
| 19 | The Great Diwali Mystery The Case of the Curious Creature               | Il grande mistero del Diwali Il caso della creatura curiosa             | 6 novembre 2020   | 2 aprile 2021        |
| 20 | The Mikku Mystery The Case of the Getaway Goats                         | Il mistero di Mikku Il caso delle capre in fuga                         | 20 novembre 2020  | 2 aprile 2021        |
| 21 | The Case of the Mysterious Girl Mystery on the Waterfront               | Il caso della ragazza misteriosa Mistero sul lungo fiume                | 4 dicembre 2020   | 2 aprile 2021        |
| 22 | The Case of the Missing Library Book A Double Dosa Mystery              | Il caso del libro scomparso dalla biblioteca Un mistero da doppio Dosa  | 8 gennaio 2021    | 2 aprile 2021        |
| 23 | Mira's Birthday Mystery The Great Art Mystery                           | Il mistero del compleanno di Mira Il grande mistero dell'arte           | 29 gennaio 2021   | 2 aprile 2021        |
| 24 | A Royal Detective Mystery The Mystery of the Missing Crown              | Un mistero da detective di corte Il mistero della corona scomparsa      | 19 febbraio 2021  | 2 aprile 2021        |
| 25 | The Holi Festival Mystery Mystery on the Jalpur Express                 | Il mistero del festival Holi Mistero sul Jalpur Express                 | 27 marzo 2021     | 2 aprile 2021        |